# Minna Sundberg
Minna Sundberg (nacida el 9 de enero de 1990) es una ilustradora y dibujante finlandesa nacida en Suecia. Es conocida por sus webcomics A Redtail's Dream (aRTD) y Stand Still, Stay Silent (SS, SS).

## Biografía
Minna Sundberg nació en Suecia en 1990. Su familia era originaria de Finlandia y regresó a este país en 1997. Años más tarde, obtuvo una licenciatura en Diseño Gráfico en la Universidad de Arte y Diseño de Helsinki. A los 25 años fue la primera finlandesa en obtener un premio Reuben en la categoría de cómics en línea – formato largo.

## Carrera
Durante su primer año en la universidad hizo varios intentos de comenzar un proyecto de práctica que diera inicio a su carrera como artista de webcomics. El último de estos proyectos fue A Redtail's Dream (aRTD) . El resultado final, de 556 páginas, está construido con elementos de la mitología finlandesa.Su siguiente proyecto, Stand Still, Stay Silent, transcurre en un mundo postapocalíptico imaginario, ambientado en los países nórdicos 90 años luego de que una pandemia devastara el planeta.  El cómic incluye varias páginas de información complementaria para ayudar al lector a entender este mundo imaginario. La página correspondiente al árbol de"Familias lingüísticas", que muestra las familias indoeuropeas y urálicas, se publicó como póster y ganó popularidad fuera del fandom de los cómics, recibiendo elogios de expertos en lingüística.El trabajo de Sundberg fue citado como un ejemplo representativo de estado de madurez del género webcomic, mientras que su estilo fue calificado de "seguro de sí mismo" e "impresionante". También trabajó como ilustradora, incluyendo portadas, para varias publicaciones.
En marzo de 2021, Sundberg lanzó un cómic corto llamado Lovely People, en el que los personajes son conejos que viven en un sistema de crédito social, y reveló que se había convertido al cristianismo. El 28 de marzo de 2022 se publicó la última página de Stand Still, Stay Silent. El 31 de octubre de 2022 Sundberg publicó A Meandering Line, un cómic corto que detalla su conversión al cristianismo. A partir del 13 de enero de 2023, comenzó la publicación de Journey Upstream, al que reconoce como un cómic abiertamente cristiano, sobre un grupo de animales viajeros.

## Religión
En A Meandering Line, Sundberg se autodescribe como calvinista y narra su interés pasado en las iglesias monergistas (como la bautista reformada, la presbiteriana y la luterana ) poco después de su conversión al cristianismo. Finalmente, Sundberg eligió unirse a una iglesia bautista reformada en Finlandia.

## Premios
- Premio Reuben 2015 de la National Cartoonists Society en la categoría de 'Cómics en línea - Formato largo' por Stand Still, Stay Silent . [17]